# Brevicornu serenum
Brevicornu serenum är en tvåvingeart som först beskrevs av Johannes Winnertz 1863.  Brevicornu serenum ingår i släktet Brevicornu och familjen svampmyggor. Arten är reproducerande i Sverige. Inga underarter finns listade i Catalogue of Life.